# Elżbieta Jaraczewska
Elżbieta z Krasińskich Jaraczewska (10. ledna 1791 Varšava – 30. září 1832 Krakov) byla polská spisovatelka, autorka romancí a literatury pro děti a mládež. Pocházela ze šlechtické rodiny Krasińských.

## Život
Elżbieta Krasińska se narodila 10. ledna 1791 ve Varšavě do vlivné šlechtické rodiny Krasińských. Rané dětství prožila na rodinném statku v Zegrzích, později odjela na Halič a od roku 1802 žila v Radziejowicích u Varšavy. V mládí se jí dostalo velmi pečlivého vzdělání.
Roku 1815, ve svých 24 letech, se provdala za brigádního generála Adama Jaraczewského, veterána napoleonských válek. Spolu pak žili v Borowici u Lublinu.
V letech 1815 - 1830 pobývala v Borowici a Żulinu, kde psala své romány.
Zajímavou epizodou v životě Jaraczewské bylo její seznámení s J. W. Goethem v roce 1818 během pobytu v Karlových Varech.
Se svým mužem žila v Borowici až do roku 1830, kdy vypuklo Listopadové povstání proti nadvládě Ruské říše. Její muž se k němu připojil jako plukovník a organizoval lublinský pluk (později 10. pluk, kterému pak velel). Jaraczewská byla donucena Borowici opustit a přestěhovat se do Krakova. Do Borovic se už nikdy nevrátila, stejně jako její manžel, který zemřel 22. července 1831 v Płocku na choleru a byl pohřben na panství svých předků v Jaraczewu.
Elżbieta Jaraczewska zemřela o rok později, 30. září 1832, v Krakově (podle některých zdrojů 28. září). Příčinou smrti byla s největší pravděpodobností rakovina, zdravotnímu stavu spisovatelky neprospěla ani zpráva o úmrtí jejího muže, která ji velmi těžce zasáhla.

## Rodina a vztahy

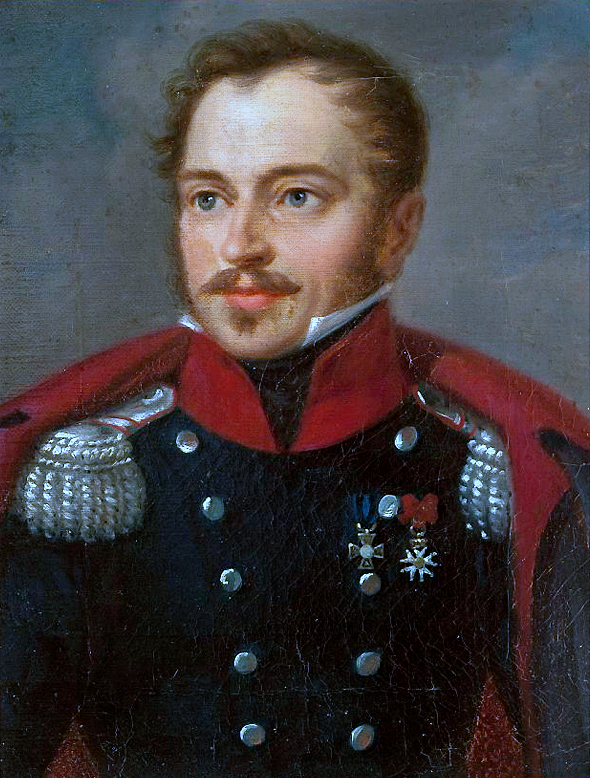
Adam Jaraczewski, manžel Elżbiety

Oba její rodiče byli šlechtického původu. Její otec Kazimierz Krasiński byl maršálem Korunního soudu a komorníkem krále Stanislava I. Leszczyńskiho, také působil na dvoře francouzského krále Ludvíka XV. a zastával další významné posty v Polsko-litevské unii. Její matka Anna Ossolińska, litevská mečnice, byla dcerou hraběte Aleksandera Macieje Ossolińského.
Elżbieta byla vzdálenou příbuznou generála Wincenta Krasińského (měli společného praprapradědu) a spisovatele Zygmunta Krasińského. Rovněž také byla neteří šlechtice a senátora Józefa Kajetana Ossolińského, praprapravnučkou podleského vojvody Zbigniewa Ossolińského (†1679) a příbuznou mnoha dalších polských šlechticů.

## Dílo (výběr)
- Zofia i Emilia. Powieść narodowa, oryginalnie przez Polkę napisana (vyd. 1827, 1862, 1957)[1][3]
- Wieczór adwentowy. Powieść narodowa, przez autorkę "Zofii i Emilii" (vyd. 1828, 1862, 1890)[4]
- Upominek dla dzieci, czyli krótkie powieści moralne, przez autorkę "Zofii i Emilii" (vyd. 1828, 1842)[5]
- Pierwsza młodość, pierwsze uczucia. Powieść narodowa przez autorkę "Zofii i Emilii" (vyd. 1829, 1862)[6]

### Sbírky
- Powieści narodowe. Wydanie nowe J. N. Bobrowicza, uczynione za upoważnieniem familii autorki (vyd. 1845)[7]